# ジャニス・イアンとシンシアのゆたかなめぐり逢い
『ジャニス・イアンとシンシアのゆたかなめぐり逢い』（ - めぐりあい）は、南沙織16枚目のコンパクト盤。1977年1月21日発売。発売元はCBSソニー。規格品番: 08EH-24。

## 解説
1976年から1977年にかけて発売されたA面2曲、B面2曲が収録されたコンパクト盤『ヒットパック・シリーズ』の南沙織盤第5弾。
これまでのヒットパック・シリーズは、シングル曲が収録されていたが、今作は前年12月に発売された15thアルバム『ジャニスへの手紙』の収録曲とシングル『哀しい妖精』で構成されている。

## 収録曲

### Side A
1. 哀しい妖精
  - 作詞: 松本隆、作曲: ジャニス・イアン、編曲: 萩田光雄
2. ONE MORE TOMORROW (長い帰り道)
  - 作詞・作曲: ジャニス・イアン、訳詞: 中里綴、編曲: 萩田光雄

### Side B
1. PEOPLE TALK (輝く瞳)
  - 作詞・作曲: ジャニス・イアン、訳詞: 中里綴、編曲: 萩田光雄
2. BACK HOME
  - 作詞・作曲: ジャニス・イアン、訳詞: 竜真知子、編曲: 萩田光雄

## 関連作品
- ヒットパック・シリーズ
  - ヒットパック・シリーズ 青春に恥じないように / 気がむけば電話して
  - ヒットパック・シリーズ 17才 / 潮風のメロディ / 純潔 / ともだち
  - ヒットパック・シリーズ 哀愁のページ / 早春の港 / 傷つく世代 / 色づく街
  - ヒットパック・シリーズ 人恋しくて / ひとかけらの純情 / 気がむけば電話して / 青春に恥じないように
  - ヒットパック・シリーズ 街角のラブソング / ゆれる午後